# 朱柏澄
朱柏澄（1995年6月15日—），台灣京劇演員、也是台灣男演員，畢業自國立臺灣戲曲學院主攻行當為武生，現任當代傳奇劇場、興傳奇青年劇場專職演員，師承：郭鴻田、張富椿、戴立吾、許栢昂、王立軍、趙永偉、吳興國。
習得傳統劇目：林沖夜奔、石秀探莊、殺四門、秦瓊觀陣、一箭仇、武松打虎、白水灘、劈山救母、平貴別窯、三岔口、魂斷巴丘。

## 經歷
1995年出生的朱柏澄從小因為調皮好動，被父母送進戲曲學院學戲，當時他雖然已經跟隨父母接觸過許多不同的藝術形式，也對不同的傳統劇種有一定的認識，但還是選擇了京劇做為自己學習的技藝。
他在求學過程中，因緣際會參加了由吳興國老師所開辦的傳奇學堂，並與吳興國開啟了師徒之緣。他在大二時毅然決定休學一年，跟隨當代傳奇劇場赴國內外演出，打開他的藝術視野。
其擅演劇目有《林沖夜奔》（飾林沖）、《魂斷巴丘》（飾周瑜）、《打漁殺家》（飾蕭恩）等，功夫紮實、唱功出色，是台灣年輕世代京劇演員中被公認數一數二值得期待的新星。
2021年3月7日在梨園弟子祖師爺唐明皇像前行古禮跪拜，正式成為吳興國第一位、也是目前唯一入室弟子。吳興國在42年前拜台灣四大老生之一周正榮為師，當時他26歲，一切按古禮在祖師爺前完成公開收徒拜師儀式，是當年京劇界傳承大事。如今，26歲的朱柏澄也成為吳興國正式弟子，意義非凡。

## 作品
- 2014年栢優座 《獨、角、戲─吉嶽切》
- 2014年當代傳奇劇場 《水滸108三部曲》第三集 蕩寇誌
- 2016年當代傳奇劇場 《仲夏夜之夢》
- 2017年當代傳奇劇場 《慾望城國》
- 2017年當代傳奇劇場 《浮士德》
- 2018年當代傳奇劇場 《水滸108三部曲》第二集  忠義堂

### 電影
| 年代   | 电影 | 角色 |
| ------ | ---- | ---- |
| 2019年 | 刺局 |      |

### 綜藝節目
- 2018年 冰冰show 第185集 《舞台三五步，行盡天下路》

## 外部連結
- 朱柏澄的Facebook專頁
- 當代傳奇劇場官方網站 （页面存档备份，存于）